# Флаги Амурской области
Список флагов муниципальных образований Амурской области Российской Федерации.
На 1 января 2021 года в Амурской области насчитывалось 208 муниципальных образований — 9 городских округов, 6 муниципальных округов, 14 муниципальных районов, 11 городских и 168 сельских поселений.

## Флаги городских округов
| Флаг | Наименование                                    | Дата утверждения | Номер в ГГР |
| ---- | ----------------------------------------------- | ---------------- | ----------- |
|      | Флаг городского округа «Город Благовещенск»     | 9 июля 1998      |             |
|      | Флаг муниципального образования город Белогорск | 4 мая 2009       | 4911        |
|      | Флаг муниципального образования город Зея       | 3 августа 2016   |             |
|      | Флаг городского округа города Райчихинска       | 25 августа 2009  | 5619        |

| Флаг | Наименование                                    | Дата утверждения | Номер в ГГР |
| ---- | ----------------------------------------------- | ---------------- | ----------- |
|      | Флаг городского округа «Город Свободный»        | 6 апреля 2006    |             |
|      | Флаг муниципального образования города Тынды    | 26 января 2006   | 2271        |
|      | Флаг муниципального образования город Шимановск | 19 октября 2017  | 11593       |

## Флаги муниципальных округов
| Флаг | Наименование                            | Дата утверждения | Номер в ГГР |
| ---- | --------------------------------------- | ---------------- | ----------- |
|      | Флаг Белогорского муниципального округа | 19 октября 2012  |             |
|      | Флаг Завитинского муниципального округа | 20 апреля 2011   | 6921        |

| Флаг | Наименование                           | Дата утверждения | Номер в ГГР |
| ---- | -------------------------------------- | ---------------- | ----------- |
|      | Флаг Ромненского муниципального округа | 4 июля 2006      | 2557        |
|      | Флаг Тындинского муниципального района |                  | 3975        |

## Флаги муниципальных районов
| Флаг | Наименование                                             | Дата утверждения | Номер в ГГР |
| ---- | -------------------------------------------------------- | ---------------- | ----------- |
|      | Флаг муниципального образования Благовещенского района   | 16 декабря 2009  | 5897        |
|      | Флаг муниципального образования Зейского района          | 2 августа 2011   | 6958        |
|      | Флаг муниципального образования Константиновского района | 31 марта 2010    | 6236        |
|      | Флаг муниципального образования Мазановский район        | 5 мая 2014       | 9286        |
|      | Флаг муниципального образования Михайловский район       | 27 апреля 2015   | 10441       |
|      | Флаг муниципального образования Октябрьского района      | 1 декабря 2005   | 2097        |

| Флаг | Наименование                                          | Дата утверждения | Номер в ГГР |
| ---- | ----------------------------------------------------- | ---------------- | ----------- |
|      | Флаг муниципального образования Свободненский район   | 29 декабря 2009  | 5899        |
|      | Флаг муниципального образования «Селемджинский район» | 11 декабря 2015  | 10736       |
|      | Флаг муниципального образования Серышевский район     | 28 июня 2011     | 7298        |
|      | Флаг муниципального образования Сковородинский район  | 21 июля 2006     | 2561        |
|      | Флаг муниципального образования Тамбовского района    | 20 февраля 2009  | 4766        |
|      | Флаг муниципального образования Шимановский район     | 18 сентября 2015 | 10690       |

## Флаги сельских поселений
| Флаг | Наименование                                                                    | Дата утверждения | Номер в ГГР |
| ---- | ------------------------------------------------------------------------------- | ---------------- | ----------- |
|      | Флаг муниципального образования Албазинский сельсовет Сковородинского района    | 26 декабря 2017  | 11620       |
|      | Флаг муниципального образования Димский сельсовет Михайловского района          | 12 декабря 2014  | 10003       |
|      | Флаг муниципального образования Екатеринославский сельсовет Октябрьского района | 24 октября 2013  | 8626        |
|      | Флаг муниципального образования Калининский сельсовет Михайловского района      | 5 апреля 2016    | 10994       |

| Флаг | Наименование                                                                    | Дата утверждения | Номер в ГГР |
| ---- | ------------------------------------------------------------------------------- | ---------------- | ----------- |
|      | Флаг муниципального образования Михайловский сельсовет Михайловского района     | 17 декабря 2014  | 10005       |
|      | Флаг муниципального образования Новочесноковский сельсовет Михайловского района | 11 апреля 2016   | 10996       |
|      | Флаг муниципального образования Садовский сельсовет Тамбовского района          | 30 июня 2016     | 11192       |

## Упразднённые флаги
| Флаг | Наименование                                           | Дата утверждения | Дата отмены     |
| ---- | ------------------------------------------------------ | ---------------- | --------------- |
|      | Флаг муниципального образования города Тынды           | 27 июня 2005     | 26 января 2006  |
|      | Флаг муниципального образования Благовещенского района | 28 сентября 2009 | 16 декабря 2009 |
|      | Флаг муниципального образования Зейского района        | 31 марта 2009    | 2 августа 2011  |

| Флаг | Наименование                                          | Дата утверждения | Дата отмены     |
| ---- | ----------------------------------------------------- | ---------------- | --------------- |
|      | Флаг муниципального образования Свободненский район   | 22 февраля 2007  | 29 декабря 2009 |
|      | Флаг муниципального образования «Селемджинский район» | 20 мая 2015      | 11 декабря 2015 |
|      | Флаг муниципального образования «Тындинский район»    | 3 октября 2007   |                 |